# Maya Le Tissier
Maya Le Tissier (Guernsey; 18 de abril de 2002) es una futbolista inglesa. Juega como defensora en el Manchester United de la FA Women's Super League de Inglaterra. Es internacional con la selección de Inglaterra.

## Trayectoria

### Inicios
Le Tissier creció en la isla de Guernsey en el Canal de la Mancha. Comenzó a jugar al fútbol a la edad de cuatro años para el club masculino local St. Martins AC, dirigido por su padre, Darren. Sin equipos femeninos en la isla, Le Tissier viajaba a Hampshire para jugar para el equipo del condado dos veces al mes desde los 13 años, y lo hizo durante dos años hasta que comenzó a perderse demasiadas clases en la escuela y demasiados entrenamientos debido al tiempo demandado. Continuó jugando para St. Martins hasta los 16 años.

### Brighton & Hove Albion
El 1 de julio de 2018, Le Tissier arribó a la academia del club Brighton & Hove Albion de la Women's Super League inglesa. Rápidamente fue ascendida al primer equipo, siendo nombrada suplente para un partido contra el Arsenal el 25 de noviembre de 2018, y debutando días más tarde cuando hizo de titular en un cortejo por la FA Women's League Cup de 2018-19 contra el Crystal Palace que resultó en un 5-1 a favor de su club. Se estrenó en la liga cuatro días después contra el Chelsea firmando su primer gol para el club el 9 de mayo de 2021 en la victoria por 3-1 contra el Bristol City. Con motivo de los galardones que otorga el club a sus jugadoras al finalizar el campeonato, fue nombrada Jugadora Joven de la Temporada en 2020-21 y 2021-22. También fue nominada a la Jugadora Joven del Año de la PFA en junio de 2022.

### Manchester United
El 20 de julio de 2022, Le Tissier firmó un contrato de tres años con el Manchester United, debutando con un doblete y una asistencia el 17 de septiembre en la victoria 4-0 contra el Reading, primer partido del club en la WSL 2022-23.

## Selección nacional

### Guernsey
Le Tissier hizo historia cuando se convirtió en la primera futbolista en jugar para el equipo masculino sub-16 de Guernsey, participando en la versión sub-16 del Muratti Vase 2018 contra Jersey en marzo de ese año.

### Inglaterra
Tras ser invitada a una concentración con la sub-15 de Inglaterra, Le Tissier pasó a lucir el brazalete de capitana de ésta selección y, en septiembre de 2018, de la selección sub-17 de cara a la fase clasificatoria del Europeo Sub-17 de 2018-19. Las inglesas ganaron los seis partidos de clasificación sin conceder goles y Le Tissier fue incluida en el equipo final para el campeonato en cuestión. Jugó de titular los tres partidos de la fase de grupo que Inglaterra no pudo superar, al ser eliminada por diferencia de goles tras haber empatado a seis puntos con Alemania y Holanda.
Su paso a la categoría sub-19 se produjo el 6 de marzo de 2020 ante Suecia en el torneo de La Manga. Hizo su debut en la sub-23 a la edad de 19 años en un amistoso contra Bélgica el 25 de octubre de 2021.

## Estadísticas

### Clubes
| Club                   | País       | Año             |
| ---------------------- | ---------- | --------------- |
| Brighton & Hove Albion | Inglaterra | 2018 - 2022     |
| Manchester United      | Inglaterra | 2022 - presente |

## Palmarés

### Torneos nacionales
| Título         | Club              | País       | Año  |
| -------------- | ----------------- | ---------- | ---- |
| Women's FA Cup | Manchester United | Inglaterra | 2024 |

### Títulos internacionales
| Título               | Equipo     | Sede       | Año  |
| -------------------- | ---------- | ---------- | ---- |
| Finalissima Femenina | Inglaterra | Inglaterra | 2023 |
| Eurocopa Femenina    | Inglaterra | Suiza      | 2025 |

## Vida personal
Su padre, Darren Le Tissier, jugó al fútbol semiprofesionalmente para el St. Martins AC. Ella le da crédito por haberla animado a jugar en el equipo de niños de cuatro años que estaba entrenando, motivo de lo cual ha dicho: "crédito para los muchachos en casa, si no me hubiesen visto simplemente como otra futbolista, entonces podría no estar donde estoy hoy".
A pesar de provenir de la misma pequeña isla de Guernsey y compartir apellido, Le Tissier no está relacionada con el exfutbolista internacional de Inglaterra Matthew Le Tissier, aunque las dos familias se conocen y Darren ha jugado a fútbol con Matt anteriormente.
En mayo de 2022, Le Tissier se inscribió en la organización benéfica futbolística Common Goal y se comprometió a donar al menos el uno por ciento de su salario.